# Juan Manuel Blanes

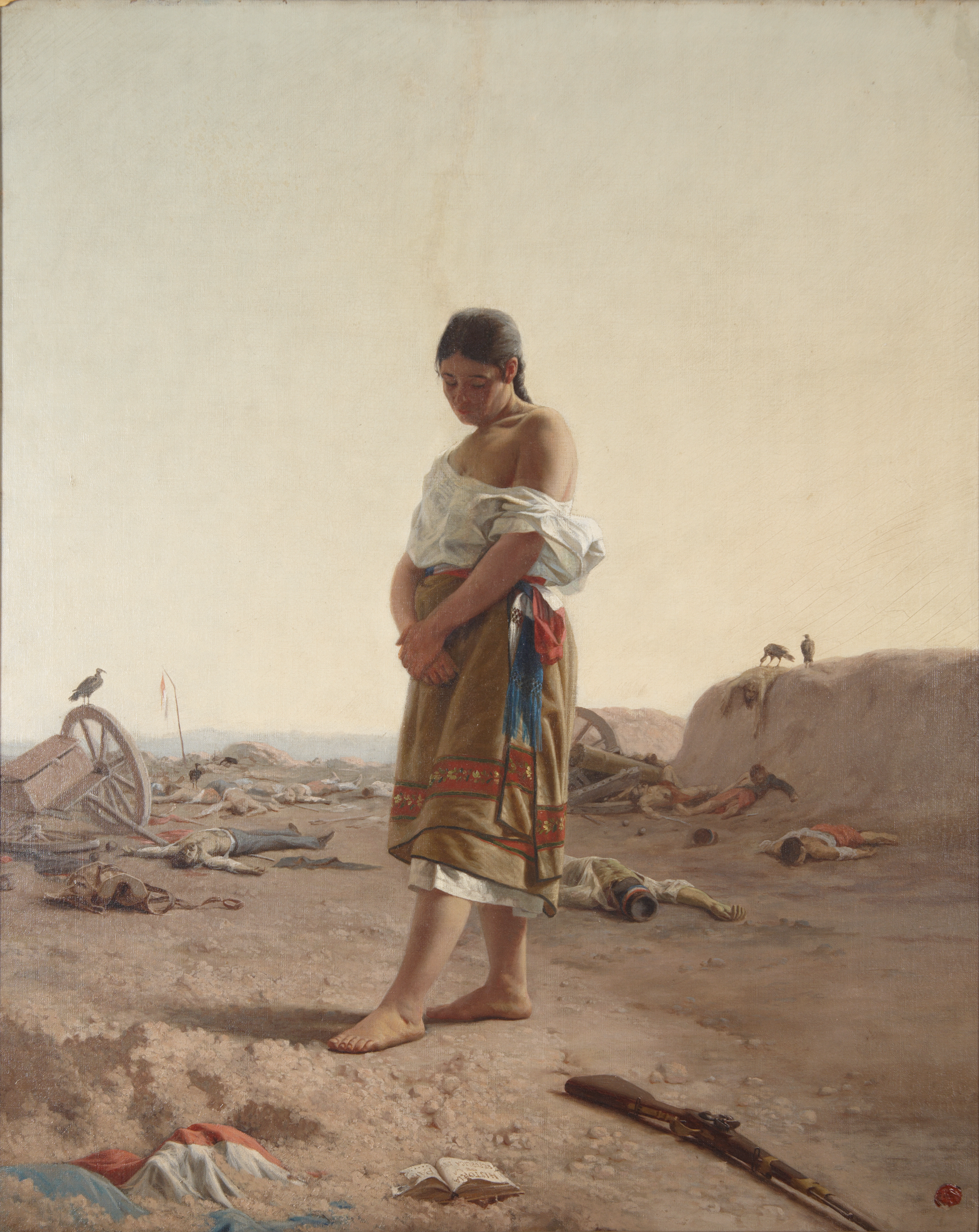
La Paraguaya

Juan Manuel Blanes (Montevidéu, 8 de junho de 1830 — Pisa, 15 de abril de 1901) foi um pintor uruguaio, notável por seus trabalhos de temas históricos.